# Batalla del Lalacaont
La batalla del Lalacaont, dita igualment batalla de Po[r]só, fou un fet d'armes esdevingut a Paflagònia (al nord de l'actual Turquia) el 3 de setembre del 863 entre les tropes de l'Imperi Romà d'Orient, encapçalades per Petrones, oncle de l'emperador Miquel III, i un exèrcit invasor àrab menat per l'emir de Melitene (Malatya), Úmar al-Aqta.
En les setmanes anteriors, els àrabs havien superat la primera línia de defensa d'Anatòlia i avançat fins al mar Negre. Els romans mobilitzaren les seves forces i encerclaren l'exèrcit àrab prop del riu Lalacaont. Seguidament, anihilaren els invasors, es cobraren el cap de l'emir i donaren continuïtat a la seva victòria amb un contraatac a l'altra banda de la frontera. El seu triomf fou un punt d'inflexió que esvaí definitivament l'amenaça que planava sobre les regions limítrofes de l'Imperi Romà d'Orient i marca l'inici de la puixança romana al teatre oriental, que culminaria en les conquestes del segle x.
A l'altre extrem de l'imperi, la dissipació de la pressió constant que havien exercit els àrabs a la frontera oriental permeté al govern romà centrar la seva atenció en Europa, sobretot en l'estat veí de Bulgària. Els búlgars es veieren constrets a acceptar el cristianisme ortodox, el primer pas en la seva integració a l'esfera cultural romana d'Orient.

## Antecedents
Les conquestes musulmanes del segle vii encaixonaren l'Imperi Romà d'Orient a Anatòlia, el sud dels Balcans i el sud de la península Itàlica. Com que els romans eren l'arxienemic infidel dels primers califats, les ràtzies àrabs turmentaren Anatòlia tot al llarg dels segles viii i ix. Aquestes incursions, que sortien dues o tres vegades a l'any de bases situades a la zona fronterera, adquiriren un caràcter gairebé ritualista en el marc del gihad (guerra santa dels musulmans).
Els romans estigueren a la defensiva durant la major part dels segles vii a ix i patiren daltabaixos com el saqueig d'Amòrion (bressol de la dinastia amoriana de l'emperador) el 838.
El 858 va esclatar la guerra entre l'Imperi Romà d'Orient i el Califat Abbàssida, i el general àrab Úmar al-Aqta, l'emir de Melitene, atacava la regió del Pont. Miquel III va prendre personalment el comandament, acompanyat per Bardes, per atacar Umar, però aquest havia estat reforçat per un important nombre de paulicians i, davant els murs de Samòsata, l'emperador fou derrotat el 860 i sis mil grecs foren fets presoners. Miquel va decidir nomenar el seu oncle matern Petrones, que era governador de Lídia i Jònia, comandant de l'exèrcit. Petrones va prendre com a lloctinent Nàssar, governador de Galàcia, que considerava que un exèrcit petit però ben entrenat era millor que un exèrcit gran però mal preparat.

## Conseqüències
Les notícies de les derrotes van provocar avalots a Bagdad i Samarra. En els mesos següents, els romans van envair Armènia, on mataren el governador musulmà d'Armènia, l'emir Alí ibn Yahya al-Armaní, així com el líder paulícià Carbees.
Aquestes victòries romanes van marcar un punt d'inflexió que va iniciar una ofensiva romana de llarga durada cap a l'est en territori musulmà que culminaria en les conquestes del segle x.